# James Stephens

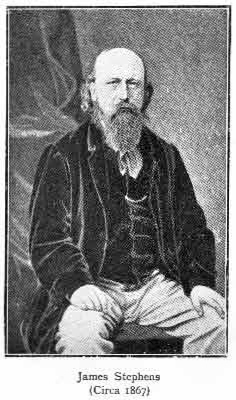
James Stephens el 1867

James Stephens (comtat de Kilkenny, 1825 - 1901) fou un revolucionari irlandès, fundador de la Germandat Feniana el 1858. Pertanyia a una família protestant d'origen gal·lès.
Treballava com a enginyer a Limerick, es va unir el 1848 a la Jove Irlanda i hagué de fugir a París amb Michael Doheny. Tornà poc després i el 1858 fundà a Dublín la Germandat Republicana Irlandesa (IRB), amb Thomas Clarke Luby i Joseph Deniette, societat de caràcter secret i nacionalista, influïda pels carbonaris italians i forta a les zones rurals, on ja hi havia tradició d'aquestes associacions. Fou el cap del moviment fenià a l'interior i sovint s'enfrontà a John O'Mahony i Devoy, caps a l'exterior. El 1865 fou arrestat per preparar un cop armat i hagué de fugir a París i després a Nova York. El 1886 va tornar a Irlanda mercè una subscripció popular inspirada per Charles Steward Parnell.